# Весткапелле (Нідерланди)
Весткапелле (нід. Westkapelle) — місто в нідерландській провінції Зеландія. Входить до муніципалітету Вере. Його населення станом на 1 січня 2021 року складало 2632 осіб.
З 1816 по 1997 рік мало статус окремого муніципалітету.

## Історія
3 жовтня 1944 року бомбардувальники британських ВПС атакували дамбу на південь від міста аби спричинити затоплення територій, зайнятих Вермахтом, і полегшити наземну операцію із їх звільнення. Внаслідок бомбардування загинуло близько 180 мешканців міста, а воно саме було фактично зруйноване. 

## Галерея

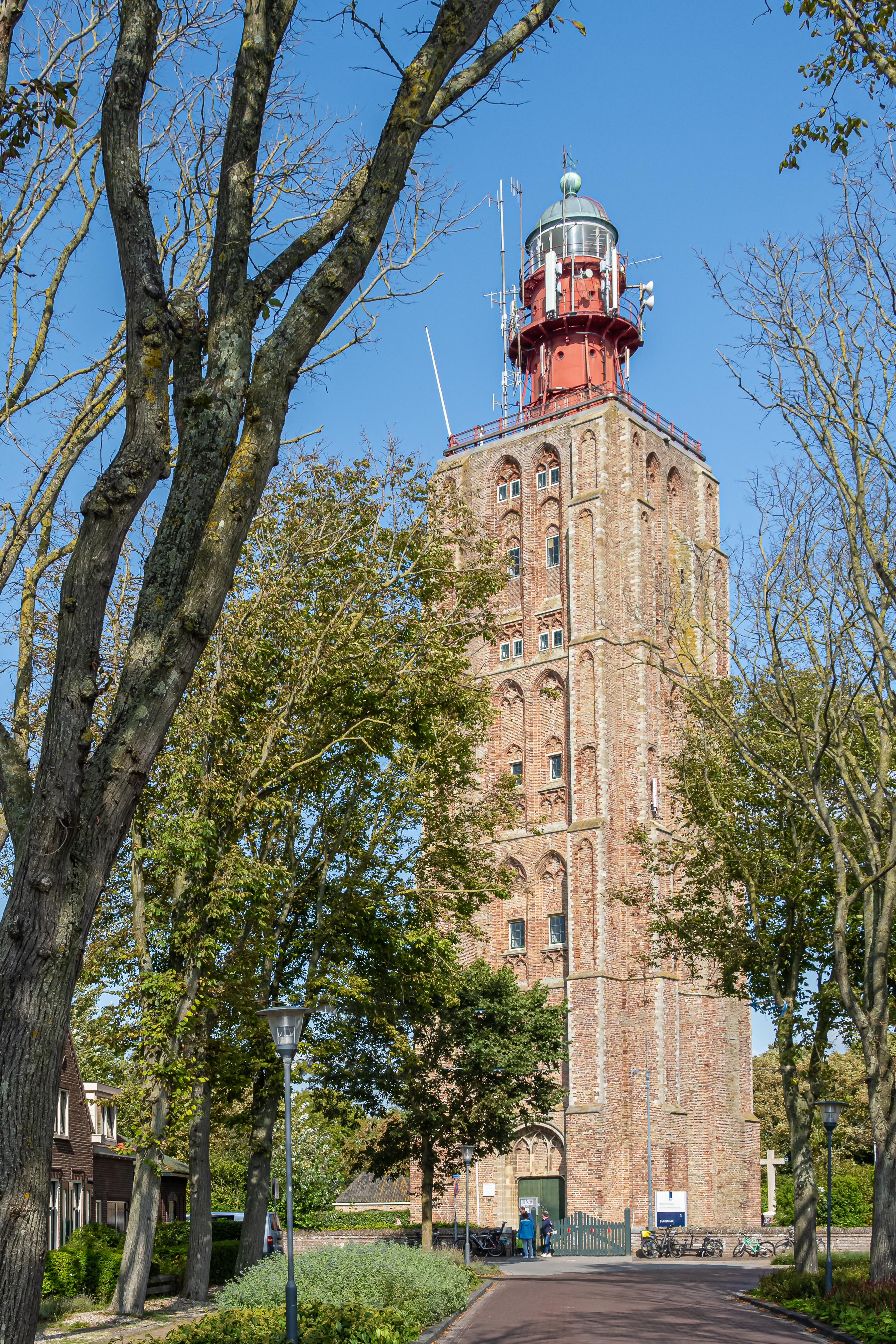
Високий маяк у Весткапелле
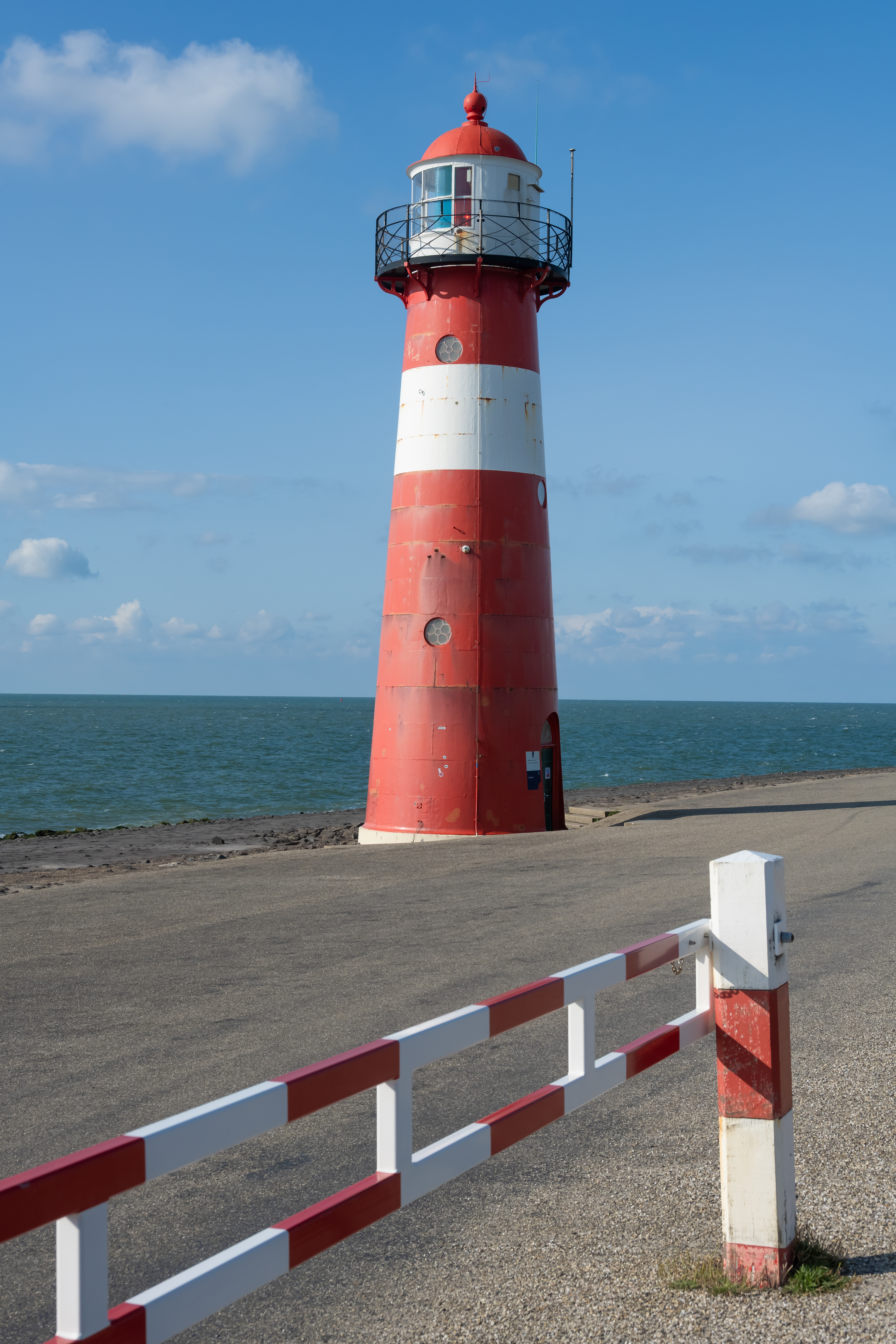
Низький маяк у Весткапелле